# Garrulax striatus
Garrulax striatus là một loài chim trong họ Leiothrichidae.